# Middletown, Ohio
Middletown är en stad i Butler County, och Warren County, i Ohio. Vid 2010 års folkräkning hade Middletown 48 694 invånare.